# Bonifatius IV
Bonifatius IV, född omkring 550 i Valeria, död 8 maj 615 i Rom, var påve från den 25 augusti 608 till sin död, 8 maj 615. Han är helgon i katolska kyrkan, med 25 maj som festdag. 

## Biografi
Bonifatius var marser, född i Valeria som son till en läkare vid namn Johannes. Under Gregorius den stores pontifikat var Bonifatius diakon i den romerska kyrkan och hade posten som dispensator; det senare gör honom till den förste tjänstemannen inom patrimoniernas förvaltning. Efter ett interregnum om över nio månader, valdes han till Bonifatius III:s efterträdare, och konsekrerades till påve den 25 augusti 608.
Kejsar Fokas gav Bonifatius tillåtelse att konvertera Pantheon till en kristen kyrka, vilket skedde, troligen den 13 maj 609, genom att den helgades åt jungfru Maria (S. Maria Rotunda). Detta var första gången som ett hedniskt tempel åt romerska gudar överfördes till kristendomen.
Under Bonifatius pontifikat besökte Londons förste biskop, Mellitus, Rom för "anlita påven angående viktiga frågor rörande den nyligen grundade kyrkan av England", om vilket Beda venerabilis berättar i Historia ecclesiastica gentis Anglorum. Mellitus närvarade vid en synod i Rom som behandlade "munkars liv och klosterfred" och tog med sig ett dekret därifrån till England samt ett brev från påven till ärkebiskopen av Canterbury och alla engelska präster, samt till kung Ethelbert och hela det engelska folket om "vad som skulle iakttagas i Englands kyrka". Det dekret som ibland påstås vara autentiskt och ha bevarats därifrån, är oäkta. Brevets äkthet betvivlas.
Rom plågades svårt av svält och översvämningar under Bonifatius pontifikat. Påven avled i sitt hem, som han inrättat till kloster där han själv levde klosterliv, och han begravdes i Peterskyrkan. Hans reliker har flyttats tre gånger, senast 1603.